# Jacques Weulersse
Pour les articles homonymes, voir Weulersse.
Jacques Weulersse est un géographe français. Il est né le 11 février 1905 à Paris. Normalien, il passe l'agrégation d'histoire et de géographie en 1928. Il devient professeur au Lycée de Chartres, puis au Lycée Condorcet. Il obtient son doctorat ès lettres en 1941, devient maître de conférences de géographie coloniale à l'Université d'Aix-Marseille en 1943. Il meurt prématurément en 1946.

## Principales publications
- Le pays des Alaouites, Thèse, Tours, Arrault, 1940, 2 volumes, 422 p.
- Noirs et Blancs. À travers l'Afrique nouvelle de Dakar au Cap, Paris, Armand Colin, 1931, 242 p. (Réédition, 1993, Paris, CTHS). Prix Montyon 1932 de l'Académie française
- Paysans de Syrie et du Proche-Orient, Gallimard : Le paysan et la terre (édition fondée par Marc Bloch), 1946.